# Historia de las formas
Por historia de las formas (su nombre original en alemán es Gattungsgeschichte o Formgeschichte), más que un método exegético se entiende como una escuela exegética que estudia las formas literarias de la Biblia y que comenzó a desarrollarse en el ámbito protestante a partir de 1900 con el descubrimiento de nuevos textos de literaturas elaboradas en zonas cercanas al ámbito judío: Babilonia, Asiria, Egipto, Canaán, etc.
La expresión «historia de las formas» fue extendida por su principal promotor, el teólogo protestante Martin Dibelius.

## Historia del colegio
La escuela de las Formgeschichte nace como un modo de afrontar la búsqueda del Jesús histórico. La crítica del siglo XIX sobre las fuentes de los evangelios sinópticos había llegado a la conclusión de que los evangelistas Mateo y Lucas se basaron, para la composición de sus obras, en el Evangelio de Marcos y en otra fuente común a ambos pero desconocida por Marcos (la Fuente Q). Se asumía sin gran dificultad que el Evangelio de Marcos fuese un documento que narraba la historia de Jesús, y que, por tanto, a partir de esta fuente, se tuviera un acceso bastante confiable a la vida y hechos de Jesús de Nazaret. Sin embargo, tras la obra de Wrede sobre el secreto mesiánico en san Marcos Wilhelm Wrede, A. Schweitzer, Johannes Weiss o Julius Wellhausen, esta visión se va revisando y el segundo Evangelio se ve cada vez más como una colección de tradiciones (no escritas) sobre Jesús conservadas por la Iglesia primitiva y organizadas con criterios más teológicos que históricos por Marcos.
Siendo así, se imponía hallar una metodología que, a partir de estas tradiciones sobre Jesús se pudiera llegar al Jesús histórico, y sin duda una pista para esto sería la obra de Hermann Gunkel, que años antes, en su introducción al comentario del Génesis había hecho un trabajo análogo sobre las tradiciones orales que hay detrás de las fuentes del Pentateuco. Karl Ludwig Schmidt.

### Martin Dibelius
Se considera que el primero en aplicar sistemáticamente la crítica de las formas a los evangelios es Martin Dibelius. Dibelius considera que los diversos episodios de los evangelios se pueden clasificar en "formas" y que, a través de estas formas, se puede llegar a reconstruir la historia de la tradición. Es decir, que por la "forma" de ese texto se podía deducir el contexto en el que se formó y transformó, y por lo tanto cómo tendría la forma original, si es el caso el dicho o hecho del mismo Jesús.
Dibelius clasifica las formas de los evangelios del siguiente modo:
- Paradigma: Es una historia a partir de la que Jesús pronuncia una enseñanza, como cuando Jesús cura al paralítico para demostrar que tiene poder para perdonar los pecados (Mc 2, 1-12) o el episodio del tributo al César (Mc 12, 13-17). Según Dibelius los paradigmas serían historias que nacen en la predicación de la Iglesia primitiva para ilustrar el mensaje.

- Cuento: Es una historia que cuenta un hecho maravilloso de Jesús, normalmente un milagro (por ejemplo la curación del leproso en Mc 1, 40-45). Estas historias, siempre según Dibelius, son transmitidas por maestros y narradores "ampliamente, con color y no sin arte".[11]

- Leyenda: "Narraciones religiosas sobre un hombre santo, en cuyas obras y destino se tiene interés,[12] como la historia de Jesús perdido en el templo a los doce años (Lc 2, 41-52). Para Dibelius estas historias nacen del interés de los cristianos por conocer detalles sobre la vida de su fundador, y por lo tanto es altamente probable que no sean históricas.

- Mitos: Son las narraciones en que Jesús actúa con el mundo sobrenatural, como el bautismo de Jesús (Mc 1, 9-11) o la transfiguración (Mc 9, 2-9). Esto no quiere decir que la historia de Jesús tenga un origen mitológico, sino que algunos episodios han sido elaborados por la tradición de un modo mitológico.

- Sentencias: A las formas anteriores Dibelius añade una forma en general para las palabras de Jesús. Para él, los dichos atribuidos a Jesús han sido más respetados que las narraciones. No obstante, admite que tampoco estos quedaron exentos de la reinterpretación.

### Rudolf Bultmann
Rudolf Bultmann hace su propia clasificación de formas, y es mucho más escéptico que Dibelius en cuanto a la historicidad que hay detrás de la tradición. Bultmann divide las formas entre discursos y relatos:
- Sentencias:
  - Apotegma: Discurso breve en el marco de una historia. Coincide con el paradigma de Dibelius, pero Bultmann no está de acuerdo con Dibelius sobre su origen en la predicación (por eso le cambia el mismo nombre). Según Bultmann, los apotegmas son construcciones de la Iglesia, y no puede atribuírseles pretensiones históricas. Se dividen en tres tipos: 
    - controversias (como las espigas arrancas en sábado, Mc 2, 23-28),
    - diálogos escolásticos (discusión sobre el primer mandamiento, Mc 12, 28-34)
    - o apotegmas biográficos (condiciones para seguir a Jesús, Lc 9, 57-60).

  - Sentencia dominical (dominical entendido como adjetivo de "dominus", es decir, "del Señor"): También esta forma se refiere a un discurso, y equivale a la sentencia según Dibelius. La historicidad que reflejan estas sentencias, a juicio de Bultmann, merece diversa consideración según el tipo: 
    - proverbios ("Muchos son los llamados, y pocos los escogidos", Mt 22, 14), muchos de los cuales probablemente no se remontan a Jesús, sino que provienen del acervo proverbial judío de su tiempo;
    - sentencias proféticas o apocalípticas ("El tiempo se ha cumplido y el Reino de Dios está cerca; convertíos y creed en el Evangelio", Mc 1, 15), algunas de las cuales, para Bultmann, se remontan indudablemente a Jesús (como Lc 10, 23);
    - y sentencias sobre la ley y la comunidad (como el discurso sobre los alimentos puros e impuros en Mc 7, 14-23). Para Bultmann esta última categoría de sentencias es la forma que más directamente conduce a la figura histórica de Jesús.

- Relatos:
  - Relato de milagro. Como indica el nombre, se refiere a los relatos donde se narra una acción milagrosa de Jesús (lo que Dibelius llamaba "cuentos"). Bultmann encuentra una gran semejanza entre estos relatos y la literatura helenística, por lo que, con alguna excepción, considera que el origen de estas historias se da en las comunidades helenísticas, no en las palestinas, y esto implicaría que no pertenecen al estrato más antiguo de la tradición y, por consiguiente, tienen poco de histórico.
  - Relato histórico y leyenda. Para Bultmann resulta imposible distinguir ambas formas, por lo que las reúne bajo un mismo título. Según él, hay algunos relatos que son puramente legendarios (como las tentaciones de Jesús en Mc 1, 12-13) y otros, aunque parten de un hecho histórico, son narradas legendariamente (como el bautismo de Jesús en Mc 1, 9-11).

### Consecuencias
La aplicación de la crítica de las formas aplicada a los Evangelios fue acogida con distintos grados de entusiasmo. Mientras algunos hicieron caso omiso (como Arthur Headlam, que en 1923 publica una obra sobre la vida y enseñanzas de Jesús basándose únicamente en la crítica de las fuentes confiando en la credibilidad de estas y, por tanto, ignorando la crítica de las fuentes), otros, como Charles H. Dodd y Joachim Jeremias, la aplican con general aplauso a las parábolas de Jesús. No obstante, incluso los detractores del método reconocen que no se puede seguir confiando en la historicidad de las fuentes de los evangelios como se confiaba antes.

## Metodología
Un género (Gattung) o forma (Form) literario es un tipo o especie de texto que se distingue por su estructura, contenidos y contexto vital (Sitz im Leben). 
La investigación de las formas literarias de la Biblia se realiza comparando los textos con otros textos bíblicos y con otros textos de culturas contemporáneas a ella. Por tanto, para apoyar el estudio de las formas se requiere un profundo conocimiento de las culturas del período «bíblico».
La finalidad es identificar las tradiciones contenidas en el texto mediante los siguientes procesos:
- Enumerar y distinguir las formas y géneros literarios de cada texto
- Distinguir la labor del redactor de lo que existía en tradiciones anteriores
- Dilucidar el proceso de elaboración de las diversas tradiciones

El fruto principal del uso de esta técnica exegética es descubrir los elementos históricos del relato.

## Aplicación
La técnica ha sido aplicada especialmente a los libros del Pentateuco y a los Evangelios. Se considera a Hermann Gunkel pionero en la aplicación del método al Génesis. Como se ha visto, Dibelius y Bultmann son  los primeros en aplicarlo a los Evangelios.
En el caso de las cartas de Pablo este método se ha utilizado para descubrir himnos litúrgicos y profesiones de fe que el autor de la carta estaría citando o habría utilizado en la redacción. 
La Pontificia Comisión Bíblica de la Iglesia católica publicó en el año 1964 una instrucción en la que anima a los teólogos católicos a usar esta metodología pero con cautela, dados los presupuestos filosóficos o teológicos que no pueden admitirse pues en su conjunto adolecen de falta de fe o retiran totalmente el elemento sobrenatural. Años más tarde, la misma Comisión afirmará que "este método, en sí mismo, ha dado como resultado manifestar más claramente que la tradición neotestamentaria tiene su origen y ha tomado su forma en la primera comunidad cristiana, pasando de la predicación de Jesús mismo a la predicación que proclama que Jesús es el Cristo".